# Olympische Sommerspiele 1936/Teilnehmer (Belgien)
| Gelbes Symbol für Goldmedaillen mit stilisierten Olympischen Ringen | Graues Symbol für Silbermedaillen mit stilisierten Olympischen Ringen | Braundes Symbol für Bronzemedaillen mit stilisierten Olympischen Ringen |
| ------------------------------------------------------------------- | --------------------------------------------------------------------- | ----------------------------------------------------------------------- |
| —                                                                   | —                                                                     | 2                                                                       |

Belgien nahm an den Olympischen Sommerspielen 1936 in Berlin mit einer Delegation von 143 Sportlern teil. Von ihnen traten 121 bei den Wettkämpfen an. Es waren sechs weibliche Athleten für das Land anwesend.

## Medaillengewinner

### Bronze
- Auguste Garrebeek, Armand Putzeys, François Vandermotte (Radsport – Straßenrennen/Mannschaftswertung)
- Gérard Blitz, Albertus Casteleyns, Joseph de Combe, Pierre Coppieters, Henri Disy, Fernand Isselé, Edmond Michiels, Henri De Pauw, Henri Stoelen (Wasserball)
- Josue Dupon (Kunstwettbewerb – Plaketten) (nicht im Medaillenspiegel)

## Teilnehmerliste

### Basketball
| Spieler | Disziplin | Platz |
| --- | --------- | ----- |
| Robert Breuwer Gustave Crabbe René Demanck Emile Laermans Pierre van Basselaere Gustave Vereecken Raymond Gérard Guillaume Merckx | Männer    | 19.   |

### Boxen
| Athlet             | Gewicht   | Platz                         |
| ------------------ | --------- | ----------------------------- |
| Raoul Degryse      | 50,8 kg   | 5.                            |
| Joseph Cornelis    | 53,5 kg   | 5.                            |
| Remi Lescrauwaet   | 57,2 kg   | Ausgeschieden in der 2. Runde |
| Simon Dewinter     | 61,2 kg   | Ausgeschieden in der 2. Runde |
| Gaspard Deridder   | 66,7 kg   | Ausgeschieden in der 2. Runde |
| Albert De Schryver | 72,6 kg   | Ausgeschieden in der 2. Runde |
| Pol Goffaux        | 79,4 kg   | Ausgeschieden in der 1. Runde |
| Albert Robbe       | > 90,7 kg | Ausgeschieden in der 2. Runde |

### Fechten
| Athlet                           | Disziplin          | Platz         |
| -------------------------------- | ------------------ | ------------- |
| Jenny Addams                     | Florett Einzel     | 6.            |
| Georges de Bourguignon           | Florett Einzel     | 8.            |
| Georges de Bourguignon           | Florett Mannschaft | ausgeschieden |
| Henri Brasseur                   | Säbel Mannschaft   | ausgeschieden |
| Raymond Bru                      | Florett Einzel     | 6.            |
| Raymond Bru                      | Florett Mannschaft | ausgeschieden |
| Adèle Christiaens                | Florett Einzel     | ausgeschieden |
| Charles Debeur                   | Degen Einzel       | 5.            |
| Charles Debeur                   | Degen Mannschaft   | ausgeschieden |
| Jean Heeremans                   | Florett Mannschaft | ausgeschieden |
| Marcel Heim                      | Florett Mannschaft | ausgeschieden |
| Georges Heywaert                 | Säbel Einzel       | ausgeschieden |
| Georges Heywaert                 | Säbel Mannschaft   | ausgeschieden |
| Eugéne Laermans                  | Säbel Einzel       | ausgeschieden |
| Eugéne Laermans                  | Säbel Mannschaft   | ausgeschieden |
| Hervé du Monceau de Bergendael   | Degen Einzel       | ausgeschieden |
| Hervé du Monceau de Bergendael   | Degen Mannschaft   | ausgeschieden |
| Hubert van Nerom                 | Säbel Mannschaft   | ausgeschieden |
| Robert van den Neucker           | Säbel Einzel       | 9.            |
| Robert van den Neucker           | Säbel Mannschaft   | ausgeschieden |
| Henri Paternóster                | Florett Mannschaft | ausgeschieden |
| Jean Plumier                     | Degen Mannschaft   | ausgeschieden |
| Madeleine Scrève                 | Florett Einzel     | ausgeschieden |
| Raymond Stasse                   | Degen Einzel       | ausgeschieden |
| Raymond Stasse                   | Degen Mannschaft   | ausgeschieden |
| Robert T’Sas                     | Degen Mannschaft   | ausgeschieden |
| Paul Valcke                      | Florett Einzel     | ausgeschieden |
| Paul Valcke                      | Florett Mannschaft | ausgeschieden |
| André van de Werve de Vorsselaer | Florett Mannschaft | ausgeschieden |

### Hockey
| Spieler | Disziplin | Platz |
| --- | --------- | ----- |
| Lambert Adelot Albert Van Den Branden Henri Delaval Paul Delheid Raymond Distave Willy Hagenaers Edmond Leplat Emmanuel van de Merghel Eugène Moreau de Melen Édouard Portielje Jacques Putz Jacques Rensburg Cornelis Wellens | Männer    | 7.    |

### Kanu
| Athlet            | Disziplin                        | Platz         |
| ----------------- | -------------------------------- | ------------- |
| Charles Brahm     | Zweier-Kajak 10.000 m            | 9.            |
| Frans De Blaes    | Zweier-Kajak 1000 m              | ausgeschieden |
| Jules Deneumoulin | Einer-Kajak (Faltboot) 10.000 m  | 13.           |
| Henri Honsia      | Einer-Kajak 1000 m               | ausgeschieden |
| Albert Joris      | Zweier-Kajak 1000 m              | ausgeschieden |
| Louis Maes        | Einer-Kajak 10.000 m             | 11            |
| Armand Pagnoulle  | Zweier-Kajak (Faltboot) 10.000 m | 8.            |
| Charles Pasquier  | Zweier-Kajak (Faltboot) 10.000 m | 8.            |
| Clement Spiette   | Zweier-Kajak 10.000 m            | 9.            |

### Kunstwettbewerbe
| Künstler                        | Disziplin                 | Werk                                   | Platz             |
| ------------------------------- | ------------------------- | -------------------------------------- | ----------------- |
| Jules Bernaerts                 | Bildhauerkunst            | Aviation                               | keine Platzierung |
| Jean Boedts                     | Bildhauerkunst            | Plongeuse                              | keine Platzierung |
| Lodew Bosscke                   | Gemälde                   | Le Boxeur                              | außer Wettbewerb  |
| Jean Collard                    | Bildhauerkunst            | Amazone                                | außer Wettbewerb  |
| Paul Daxhelet                   | Gemälde                   | diverse                                | außer Wettbewerb  |
| Godefroid Devreese              | Bildhauerkunst            | diverse                                | außer Wettbewerb  |
| Alphonse De Cuyper              | Bildhauerkunst            | diverse                                | keine Platzierung |
| Anne Pierre de Kat              | Gemälde                   | Sport d'Hiver                          | außer Wettbewerb  |
| Paul Dresse                     | Literatur                 | Quatre poèmes sur des sujet sportifs   | keine Platzierung |
| Jozuë Dupon                     | Plaketten                 | L'obstacle                             | Bronze            |
| Gustave Fischweiler             | Bildhauerkunst            | Motocycliste en course                 | keine Platzierung |
| Georges Frederic                | Gemälde                   | Tireurs à l'Arc                        | keine Platzierung |
| Léandre J. Ghislain Grandmoulin | Bildhauerkunst            | diverse                                | außer Wettbewerb  |
| Jules Heyndrickx                | Bildhauerkunst            | Le Ski                                 | keine Platzierung |
| Alphonse Huylebroeck            | Bildhauerkunst            | Joueurs de football                    | keine Platzierung |
| Jules Jambers                   | Gemälde                   | Lanceur du disque                      | keine Platzierung |
| Maurice Jansegers               | Bildhauerkunst            | Le coup d'Aviron                       | keine Platzierung |
| Willy Kreitz                    | Bildhauerkunst            | diverse                                | keine Platzierung |
| Frans Lamberechts               | Bildhauerkunst            | Alpinisme: Skying                      | keine Platzierung |
| Émile-Florent Lecomte           | Gemälde                   | Escrimeur                              | keine Platzierung |
| Piryns                          | Zeichnungen und Aquarelle | Bassin de natation                     | keine Platzierung |
| Jean-Pierre Romuald             | Gemälde                   | Nenikekamen                            | keine Platzierung |
| Émile Lucien Salkin             | Gemälde                   | diverse                                | keine Platzierung |
| Charles Samuel                  | Bildhauerkunst            | Le jeu du cheval                       | außer Wertung     |
| Louis Van Cutsem                | Bildhauerkunst            | diverse                                | keine Platzierung |
| Marcel Van De Perre             | Bildhauerkunst            | diverse                                | keine Platzierung |
| Georges Vandevoorde             | Bildhauerkunst            | Aviation, Groupe allégorique           | keine Platzierung |
| Fernand Wery                    | Gemälde                   | diverse                                | keine Platzierung |
| Paul Wissaert                   | Bildhauerkunst            | Breloques sportive                     | außer Wettbewerb  |
| Joseph Witterwulghe             | Bildhauerkunst, Plaketten | Dreizehn Sportmedaillen und -plaketten | keine Platzierung |

### Leichtathletik
| Athlet              | Disziplin            | Wertung    | Platz                      |
| ------------------- | -------------------- | ---------- | -------------------------- |
| Pierre Bajart       | 10.000 m             | ?          | ausgeschieden              |
| Émile Binet         | Weitsprung           | ?          | ausgeschieden              |
| Émile Binet         | Zehnkampf            | ?          | ausgeschieden              |
| Juul Bosmans        | 110 m Hürden         | ?          | im Vorlauf 1 ausgeschieden |
| Juul Bosmans        | 400 m Hürden         | 53,4       | im Vorlauf 2 ausgeschieden |
| Maurice Boulanger   | Zehnkampf            | 5097       | 17                         |
| Dieudonné Devrindt  | 100 m                | ?          | ausgeschieden              |
| Dieudonné Devrindt  | 200 m                | ?          | ausgeschieden              |
| René Geeraert       | 1500 m               | ?          | ausgeschieden              |
| Felix Meskens       | Marathon             | 2:51:19    | 20.                        |
| Joseph Mostert      | 1500 m               | ?          | ausgeschieden              |
| Robert Nevens       | Marathon             | 2:55:51    | 24.                        |
| Catherine Stevens   | Hochsprung           | 194 cm     | 13.                        |
| Jeanne Van Kesteren | Speerwurf            | 33,13 m    | 11.                        |
| Oscar Van Rumst     | 5000 m               | ?          | ausgeschieden              |
| Oscar Van Rumst     | 3000 m Hindernislauf | 10:05,0    | ausgeschieden              |
| Jean Verhaert       | 400 m                | 50,7 s     | ausgeschieden              |
| Jean Verhaert       | 800 m                | 1:54,3 min | ausgeschieden              |

### Moderner Fünfkampf
| Teilnehmer                 | Punkte | Rang |
| -------------------------- | ------ | ---- |
| Édouard Écuyer de le Court | 111,0  | 27.  |
| Raoul Mollet               | 116,0  | 25.  |
| Jan Scheere                | 134,5  | 34.  |

### Radsport
| Athlet               | Disziplin                          | Platz         |
| -------------------- | ---------------------------------- | ------------- |
| Jean Alexandre       | 4000 m Mannschaftsverfolgung       | 5.            |
| Henri Collard        | Sprint                             | ausgeschieden |
| Frans Cools          | 1000 m Zeitfahren                  | 12.           |
| Frans Cools          | Tandem                             | ausgeschieden |
| Frans Cools          | 4000 m Mannschaftsverfolgung       | ausgeschieden |
| Auguste Garrebeek    | Straßenrennen                      | ausgeschieden |
| Auguste Garrebeek    | Straßenrennen – Mannschaftswertung | Bronze        |
| Auguste Garrebeek    | 4000 m Mannschaftsverfolgung       | 5.            |
| Jef Lowagie          | Straßenrennen                      | ausgeschieden |
| Jef Lowagie          | Straßenrennen – Mannschaftswertung | ausgeschieden |
| Roger Pirotte        | Tandem                             | ausgeschieden |
| Armand Putzeyse      | Straßenrennen                      | ausgeschieden |
| Armand Putzeyse      | Straßenrennen – Mannschaftswertung | Bronze        |
| Armand Putzeyse      | 4000 m Mannschaftsverfolgung       | 5.            |
| François Vandermotte | Straßenrennen                      | ausgeschieden |
| François Vandermotte | Straßenrennen – Mannschaftswertung | Bronze        |

### Reiten
| Athlet                           | Disziplin                 | Platz         |
| -------------------------------- | ------------------------- | ------------- |
| Henry de Menten de Horne         | Springreiten – Einzel     | 11.           |
| Henry de Menten de Horne         | Springreiten – Mannschaft | ausgeschieden |
| Yves Van Strydonk De Burkel      | Springreiten – Einzel     | ausgeschieden |
| Yves Van Strydonk De Burkel      | Springreiten – Mannschaft | ausgeschieden |
| Georges Ganshof van der Meersche | Springreiten – Einzel     | 4.            |
| Georges Ganshof van der Meersche | Springreiten – Mannschaft | ausgeschieden |

### Ringen

#### Griechisch-römisches Ringen
| Athlet              | Gewicht | Platz |
| ------------------- | ------- | ----- |
| Alfred Gilles       | 56 kg   | 2:6   |
| August Scherpenisse | 61 kg   | 2:7   |
| Adolphe Osselaer    | 66 kg   | 2:7   |
| Jean de Feu         | 72 kg   | 3:5   |

#### Freistil
| Athlet              | Gewicht    | Platz |
| ------------------- | ---------- | ----- |
| Gustave Laporte     | 56 kg      | 3:6   |
| Hector Riské        | 61 kg      | 2:6   |
| Jean Lalemand       | 66 kg      | 2:5   |
| Julien Beke         | 72 kg      | 3:6   |
| Frans Van Hoorebeke | 79 kg      | 2:6   |
| Maurice Beke        | 87 kg      | 2:5   |
| Léon Charlier       | über 87 kg | 2:5   |

### Rudern
| Athlet           | Disziplin              | Platz         |
| ---------------- | ---------------------- | ------------- |
| Willy Collet     | Vierer mit Steuermann  | ausgeschieden |
| Edmond Van Herck | Zweier ohne Steuermann | ausgeschieden |
| Harry Peeters    | Vierer mit Steuermann  | ausgeschieden |
| Jean de Rode     | Vierer mit Steuermann  | ausgeschieden |
| Paul Siebel      | Vierer mit Steuermann  | ausgeschieden |
| Frans Thissen    | Zweier ohne Steuermann | ausgeschieden |
| René Vingerhoet  | Vierer mit Steuermann  | ausgeschieden |

### Schießen
| Name                       | Disziplin                  | Punkte | Rang |
| -------------------------- | -------------------------- | ------ | ---- |
| Paul van Asbroeck          | Kleinkaliber liegend, 50 m | 285    | 55.  |
| Paul van Asbroeck          | Scheibenpistole            | 510    | 31.  |
| François Jacques Lafortune | Kleinkaliber liegend       | 289    | 40.  |
| Marcel Lafortune           | Kleinkaliber liegend, 50 m | 285    | 55.  |
| Marcel Lafortune           | Scheibenpistole            | 525    | 13.  |
| Marcel Lafortune           | Schnellfeuerpistole        | 28     | 12.  |

### Segeln
| Athlet                  | Disziplin | Platz |
| ----------------------- | --------- | ----- |
| Albert van den Abeele   | O-Jolle   | 23.   |
| Victor Godts Albert Vos | Star      | 12.   |